# Musée international de la marionnette - Peruchet
Le musée international de la marionnette - Peruchet (en néerlandais : Internationaal Marionettenmuseum - Peruchet) est un musée situé dans la Région de Bruxelles-Capitale. Ce Musée (fondée en 1938) fait partie d'une des plus riches collections  mondiales de marionnette. Selon le magazine tchèque Loutkar (le Marionnettiste), il serait le premier Musée International de la Marionnette créé dans le monde. Ce Musée fait partie intégrante du théâtre royal Peruchet. Le théâtre a une longue histoire depuis 1929 et est un des théâtres les plus réputés pour jeune public qui a joué des dizaines et des dizaines de milliers de spectacles en Belgique et en Europe. Le musée a été créé en 1938. Le musée et le théâtre sont situés avenue de la Forêt à Ixelles, à proximité de la station de tram Gare de Boondael. Connu pour avoir créé un festival Mondial de la Marionnette lors de l'Expo 58 à Bruxelles, ce théâtre se caractérise par une des plus riches histoires du théâtre de marionnettes en Belgique et en Europe. Depuis 2013, un festival international JEM ponctue les fins de saison tous les deux ans, sauf année d'anniversaire exceptionnelle. Depuis 2020 et la pandémie, un deuxième festival du nom de MUDs met en lumière les marionnettistes et l'Unima en Belgique.

## Collection
Le musée présente une collection de milliers de marionnettes qui proviennent de pays et de cultures variés dans le monde entier. Organisé selon des personnages ayant joué un rôle dans les légendes ou les fables. Par conséquent, il y a de nombreux types différents de marionnettes dans le musée et qui peuvent varier dans le mouvement des techniques. On trouve dans la collection des marionnettes contemporaines, mais aussi des pièces à partir du XVIIIe siècle, faites à la main avec une grande précision. La plus ancienne des marionnettes proviennent d'Inde et d'Italie.

## L'histoire
Théâtre
Carlo Speder fonde le théâtre en 1929 avec le nom, le théâtre de mon père chéri. Le théâtre a déménagé plusieurs fois, d'abord en 1931, rue Joseph Lebeau, dans le centre de Bruxelles, puis, en 1938, à la chée de Charleroi,.
Deux ans plus tard, en 1940, est fondée l'Académie de Marionnettistes. En 1950, arrive Frans Jageneau (1927-2010), un assistant des Studios Hergé. Jageneau était alors son adjoint, et en 1958, il prit la direction de l'entreprise du théâtre. Il a aussi été scénographe et créateur de la poppenkasten⇔fabrique de poupées. Lors de l'Exposition universelle de 1958 à Bruxelles est organisé un festival international par le théâtre lui-même. À l'époque, avaient lieu plus d'une soixantaine de spectacles, et la collection comptait plus de deux mille marionnettes.
En 1968, il occupe la ferme de la Woudstraat, ce qui est aujourd'hui encore le cas. Cette même année Jageneau rencontre à Prague le dramaturge et directeur de théâtre Biserka Assenova, tout juste diplômé. Il s'était spécialisé dans le théâtre de poupées avec des praticiens tchèque éminents tels que Erik Kolár et Jan Malík. À ce moment, le théâtre donne chaque année plus de deux cents représentations en Belgique et ailleurs en Europe.
Musée
En 1983 Jageneau et sa famille pérennisent l'utilisation des marionnettes par un musée, toujours situé à la même adresse sur le Woudstraat.
En juin 2016, le musée participe à l'opération 100 chefs-d'œuvre à Bruxelles, avec une marionnette exceptionnelle de l'Inde " Hanuman" de la tradition Togalu Gombaï Atta du Karnataka, qui daterait du début du XIXe siècle. Parmi le répertoire du théâtre nous pouvons parler de Casse-Noisettes, du Petit Chaperon Rouge, une version célèbre des Trois Petits Cochons (dernièrement rentré dans le répertoire du théâtre) et bien d'autres pièces de la littérature enfantine des et des contes comme la Chèvre de Monsieur Seguin d'après Alphonse Daudet.